# Plexauridae
Famille
Les Plexauridae forment une famille de coraux octocoralliaires, de l'ordre des Gorgonacea.

## Liste des genres
Selon World Register of Marine Species (27 novembre 2014) :
- genre Eunicea Lamouroux, 1816
- genre Muricea Lamouroux, 1821
- genre Plexaura Lamouroux, 1812
- genre Pseudoplexaura Wright & Studer, 1889
- genre Swiftia Duchassaing & Michelotti, 1864

Cette famille a été en grande partie vidée au profit de celle des Paramuriceidae. 

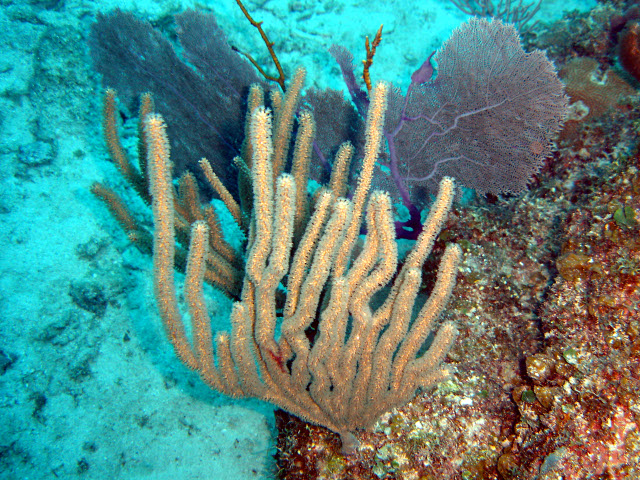
Eunicea mammosa
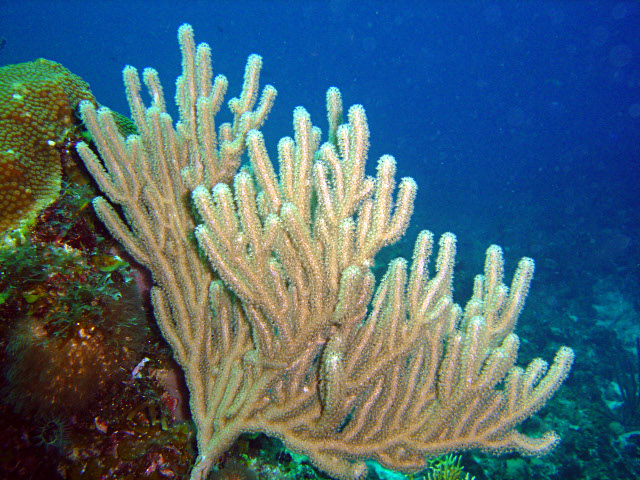
Muricea elongata
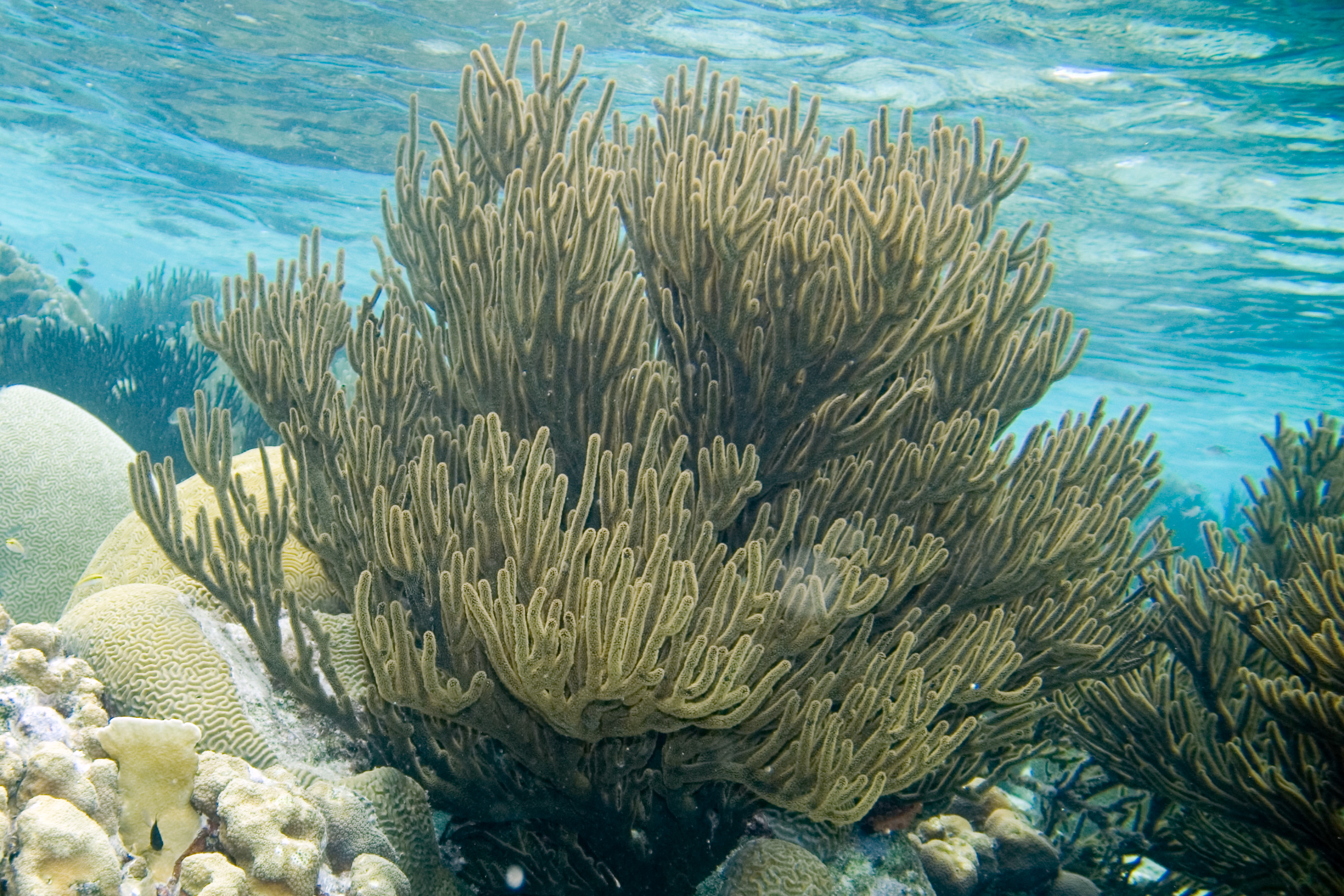
Plexaura homomalla
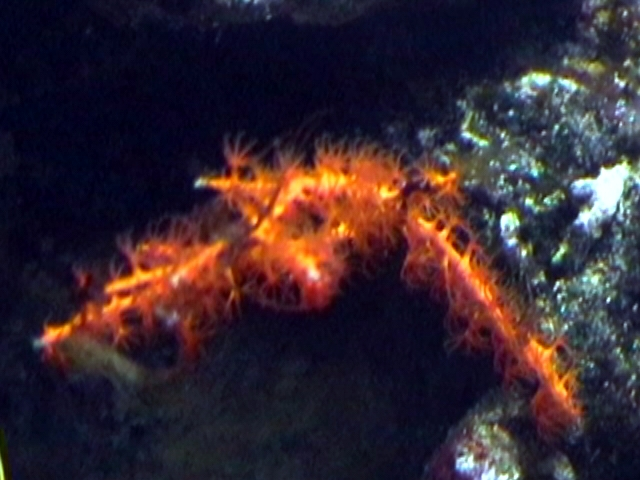
Swiftia exserta